# ورزشگاه مدیسکی
ورزشگاه مِدِیسکی (انگلیسی: Madejski Stadium) یک ورزشگاه در شهر ردینگ، بارکشر، انگلستان است.
این ورزشگاه که در سال ۱۹۹۸ تأسیس شده دارای ۲۴٬۱۶۱ نفر ظرفیت می‌باشد و ورزشگاه خانگی باشگاه فوتبال ردینگ محسوب میشود.

## نگارخانه

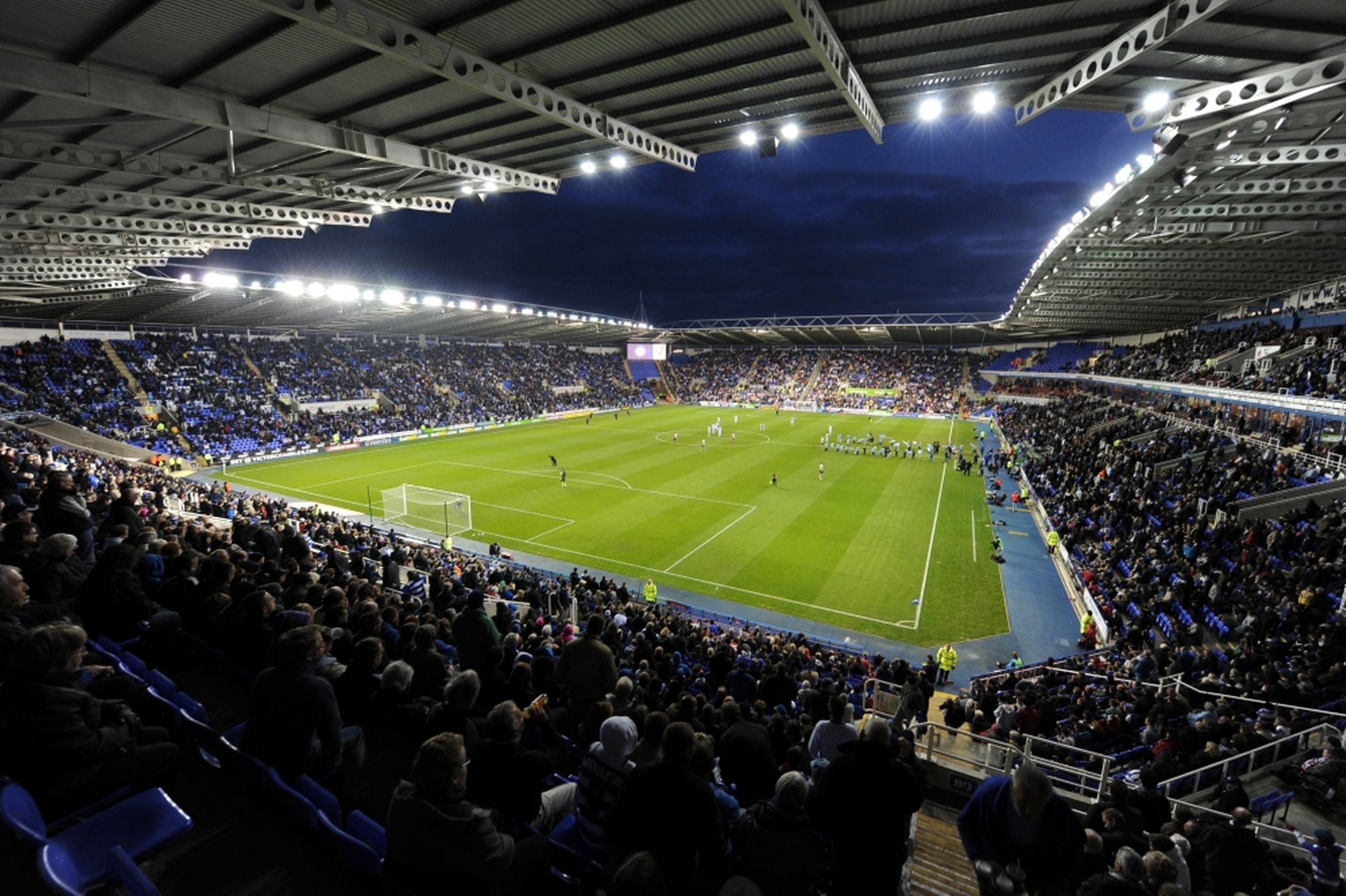
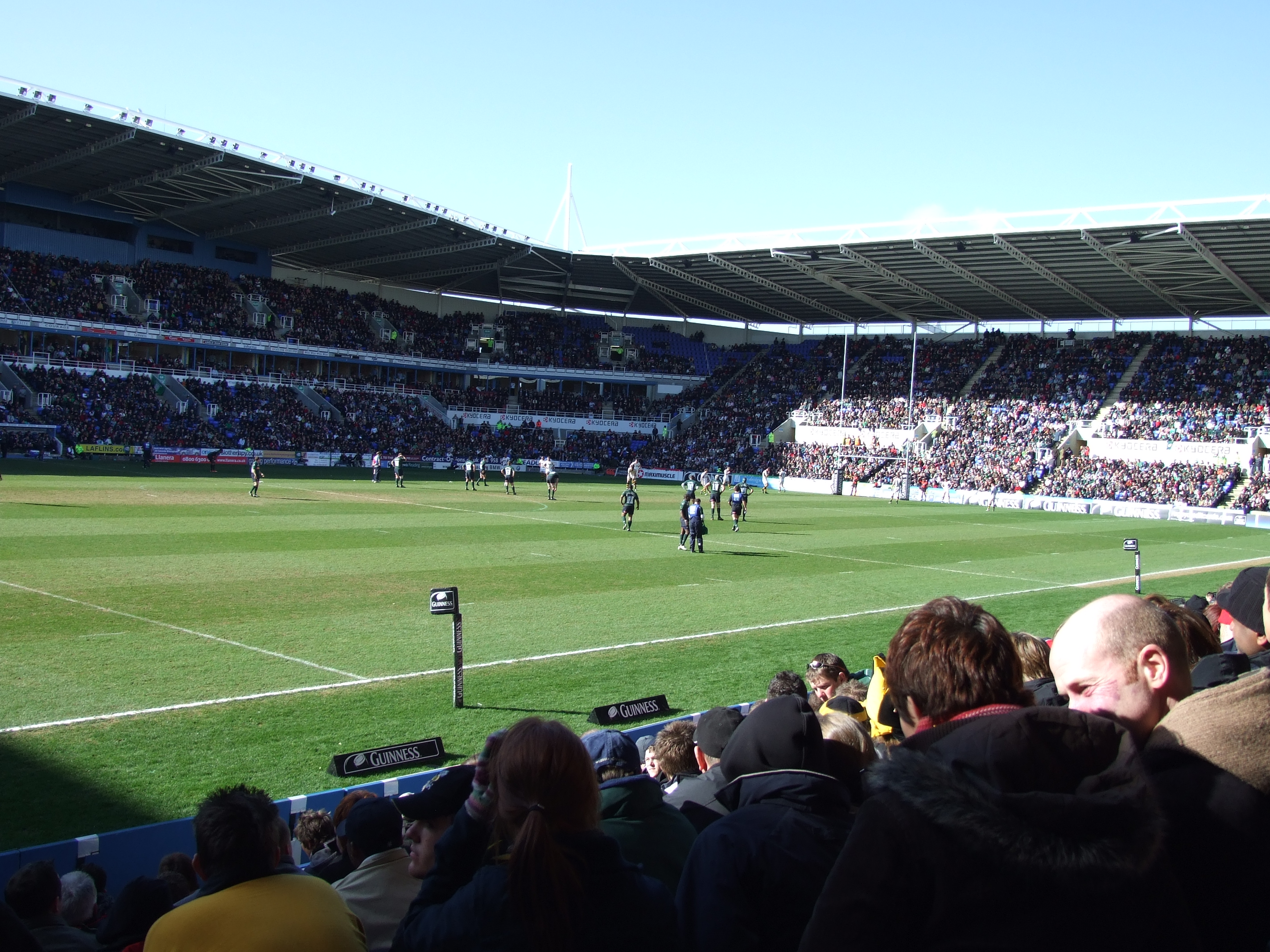
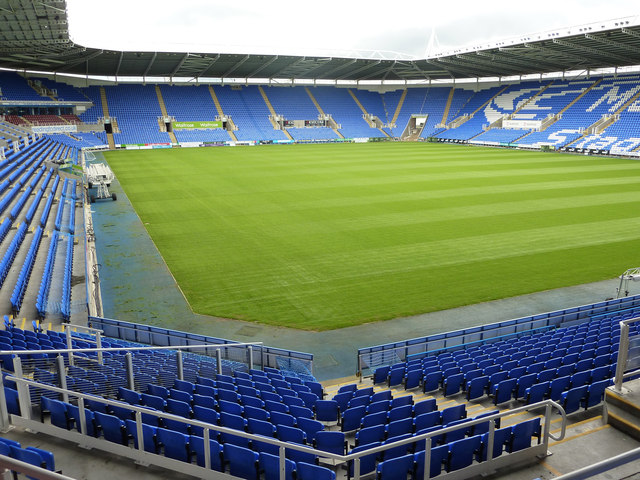
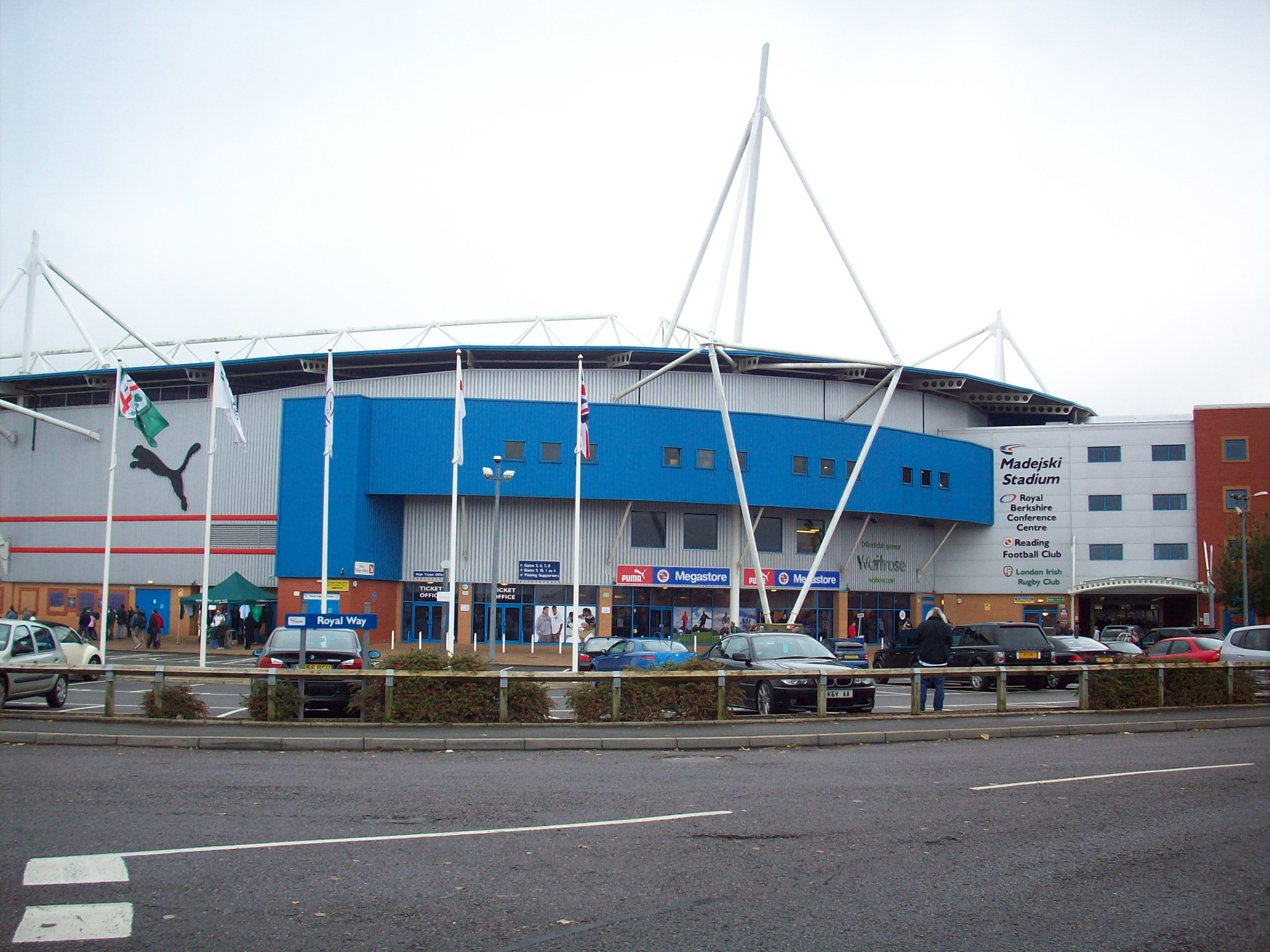